# Padilla lavatandroka
Padilla lavatandroka là một loài nhện trong họ Salticidae.
Loài này thuộc chi Padilla. Padilla lavatandroka được Daniela Andriamalala miêu tả năm 2007.